# 山田朋生
山田 朋生（やまだ ともき、1978年8月21日 - ）は、NHKのアナウンサー。

## 人物
兵庫県伊丹市生まれ大阪府寝屋川市、鳥取県鳥取市出身。大阪教育大学附属高等学校池田校舎を経て、東北大学、京都大学大学院経済学研究科を修了後、2004年（平成16年）4月に入局 。
趣味は読書とクラシック音楽鑑賞・星空観察・国内旅行。2018年4月より旭川放送局で勤務。2021年11月、NHK首都圏局へ異動。
2023年度から、東京アナウンス室へ異動した押尾駿吾の後継として、和歌山放送局へ異動し、ギュギュっと和歌山のキャスターを務めている。2021年11月から、2023年3月まで、東京アナウンス室で『首都圏ネットワーク』のリポーター・ニュースリーダーを務めており、これで東京アナウンスと和歌山局の両方で、夕方ローカルニュースのリポーター・ニュースリーダーと、キャスターを務めたことになる。

## 現在の担当番組
- ギュギュっと和歌山（編責・キャスター代行）
- わかやま845（不定期・キャスター）
- ぐるっと関西おひるまえ和歌山（編責）
- 和歌山放送局制作番組の編責

## 過去の担当番組
青森放送局時代（2004年度 - 2008年度）
- あっぷるワイド（キャスター）
- 青森県のニュース・中継・リポート

山形放送局時代（2009年度 - 2012年度）
- やまがたニュースアイ（キャスター）
- 山形県のニュース・中継・リポート
- ニュース845やまがた

大阪放送局時代（2013年度 - 2017年度）
- 関西ラジオワイド 木・金曜日担当（ラジオ第一・関西ローカル）
- 今日は一日“ブラバン”三昧 （2015年]1月3日・NHK-FM）
- 関西のニュース・中継・リポート[3]
- ニュース845～関西のニュースと気象情報～（不定期）
- バリバラ バリバラジャーナル 熊本地震から1か月半（司会とナレーション兼任・2017年5月29日）※山本シュウと共同で司会。
- まる得マガジン “熱トレ”で健康的にシェイプアップ!（ナレーション・2017年6月）
- ラジオ特集「大阪へ行こう!!」（リポーター・2018年4月30日）
- ニュースほっと関西（2015年度は森田洋平、2016年度は青井実、2017年度は、近田雄一のキャスター代行など。）

旭川放送局時代（2018年度 - 2021年10月）
- 2018年9月の北海道胆振東部地震発生時には、札幌市や厚真町からの中継を担当した。
- うまいッ!（地元応援団・2018年10月28日）
- さわやか自然百景（ナレーション・2019年2月24日、11月24日）
- 2020年9月の令和2年台風10号では、宮崎放送局に応援で派遣され災害報道を中心にローカルニュースを担当した。

東京アナウンス室時代（2021年11月 - 2022年度）
- 首都圏ネットワーク（リポーター・ニュースリーダー、2021年11月 - 2023年3月24日）
- ラジオ保健室（進行、2022年4月15日 - 2022年3月10日）
- 長野県のニュース（長野放送局の応援要員・2022年5月18日、19日、10月31日、11月1日、16日）
- NHKけさのニュース、午前10時、11時のラジオニュース（2022年5月29日）
- 徳永ゆうきと楽しむ! 8K鉄路紀行（2022年10月6日、BSプレミアム/BS4K/BS8K） [4]
- 関西のニュース（勤務経験のある大阪放送局の応援要員・2022年12月17日、18日）
- とちぎ630（宇都宮放送局の応援要員・2023年2月20日 - 22日）
- わかやま845（和歌山放送局の応援要員・2023年3月16日）
- 第72回NHK杯テレビ将棋トーナメント 決勝戦（司会、2023年3月19日）

和歌山放送局時代（2023年度 - ）
- ギュギュっと和歌山（キャスター：2023年4月3日 - 2025年3月28日）
- 関西発ラジオ深夜便（アンカー：2024年7月19日 - 20日）